# Vulpes
Liška (Vulpes) je rod psovitých šelem. Zahrnuje dvanáct druhů, nejznámější je liška obecná (Vulpes vulpes).

## Seznam druhů
- liška džunglová (Vulpes bengalensis)
- fenek (Vulpes zerda) – někdy řazen do již neplatného rodu Fennecus
- liška horská (Vulpes ferrilata)
- liška chama (Vulpes chama)
- liška kana (Vulpes cana)
- korsak (Vulpes corsac) – někdy řazen do již neplatného rodu Alopex
- liška obecná (Vulpes vulpes)
- liška písečná (Vulpes pallida)
- liška polární (Vulpes lagopus) – dříve Alopex lagopus, rod Alopex však již není platný[1]
- liška pouštní (Vulpes rueppelli)
- liška šedohnědá (Vulpes velox)
- liška velkouchá (Vulpes macrotis)